# Albert Erlenmeyer
Albert Christian Wilhelm Erlenmeyer (* 21. August 1868 in Ulm-Söflingen; † 15. Januar 1935 in Stuttgart) war ein deutscher Jurist.

## Leben
Erlenmeyer war der Sohn eines Oberförsters und evangelischer Konfession. Er studierte von 1886 bis 1892 zunächst Forstwissenschaft und dann Regiminalwissenschaft in Tübingen. Seit dem Wintersemester 1886/87 war er Mitglied der Burschenschaft Germania Tübingen, der schon sein Vater angehörte.
Nachdem er die beiden Dienstprüfungen abgelegt hatte, trat er in die württembergische Innenverwaltung ein. Er war zunächst Amtmann beim Oberamt Heidenheim, dann beim Oberamt Ludwigsburg und wiederum beim Oberamt Heidenheim.
Ab 1899 war er beim Geheimen Rat tätig, zunächst als Kanzlist, dann als Regierungsassessor (Geheimer Expeditor) und ab 1905 als Kanzleidirektor.
Er war Reserveoffizier beim Dragoner-Regiment „Königin Olga“ (1. Württembergisches) Nr. 25. Von 1914 bis 1918 leistete er im Ersten Weltkrieg Kriegsdienst und wurde schließlich Rittmeister beim vorgenannten Regiment.
Danach war er im württembergischen Staatsministerium tätig, zunächst als Kanzleidirektor mit dem Titel Oberregierungsrat und von August 1919 bis Juni 1928 als Ministerialdirektor und Amtschef.
Er starb an den Folgen eines Schlaganfalls.